# Godofredo de Viterbo
Godofredo de Viterbo (em latim: Godefridus, Gaufridus ou Gotefredus Viterbiensis; em italiano:  Goffredo da Viterbo; c. 1120–c. 1196 (76 anos)) foi um cronista católico nascido ou na Itália ou na Alemanha. Desde muito cedo Godofredo passou a trabalhar como membro do clero na corte de Conrado III e, depois, de Frederico Barbarossa, acompanhando este último em muitas de suas campanhas militares e frequentemente participando, a seu pedido, de missões diplomáticas.

## Vida
Godofredo é provavelmente italiano de nascimento, embora algumas autoridades afirmem que ele seria saxônico como seus patronos imperiais. É evidente que passou parte de sua infância em Viterbo, na Itália]], mas foi educado em Bamberg, onde aprendeu latim e caiu nas graças de Lotário III em 1133, que, possivelmente, já o preparava para o serviço governamental. Dando sequência à sua educação, começou a trabalhar na chancelaria papal e este ativo nos anos seguintes tanto em funções governamentais quanto eclesiásticas. Por volta de 1140, tornou-se capelão de Conrado III, mas durante a maior parte de sua vida, foi secretário (notarius) à serviço do imperador do Sacro Império Romano-Germânico Frederico Barbarossa, que parece ter confiado completamente nele, o empregando em diversas missões diplomáticas que o fizeram viajar extensivamente por toda a Europa (incluindo 40 viagens para Roma). Sempre ocupado, visitou a Sicília, França e Espanha, além de várias cidades na Alemanha, sempre à pedido do imperador ou junto com ele. Como recompensa pelos seus serviços, recebeu um feudo na forma de terras, provavelmente em 1169, em Viterbo, onde passou seus últimos dias.
Tanto antes como depois da morte de Frederico em 1190, Godofredo era visto com bons olhos pelo seu filho e herdeiro, Henrique IV. Nos conflitos político-eclesiásticos de sua época — como a Questão das investiduras —, aliou-se ao imperador sem, contudo, declarar-se inimigo do papa. Godofredo culpava o predecessor de Alexandre III, Adriano IV, pelo cisma decorrente da eleição papal de 1159, principalmente por ele ter se aliado aos bizantinos e normandos contra o imperador.

## Obras
Suas obras foram compostas principalmente durante suas muitas viagens. Por causa de seu trabalho, estava familiarizado com os mais altos níveis decisórios, imperiais e eclesiásticos, e conseguiu coletar muito material, na forma de seus próprios relatos, durante os mais de quarenta anos como secretário de Frederico.
Por volta de 1183, Godofredo compilou, para uso didático, seu "Speculum regum", dedicado aos seus patronos da casa de Hohenstaufen, o pai, Frederico, e seu filho Henrique IV. Neste caso, "speculum" ("espelho") é comumente encontrado em obras do gênero "espelho para príncipes", que eram textos adequados para a educação de membros da casa real. Neste caso, "regum" significa "para reis", confirmando a intenção. O conteúdo, uma história do mundo, começa com o dilúvio e pretende reconciliar a história dos romanos com a dos germânicos.
Em sua obra "Liber universalis" ("Livro Universal"), Godofredo conta a história do mundo desde a criação até a época de Henrique IV. "Memoria seculorum" ou "Liber memorialis", outra crônica do mundo, dedicada a Henrique IV, relata a história do mundo desde a criação até 1185, quando foi completada, e foi escrita parte em prosa e parte em verso. Era uma obra muito popular na Idade Média e foi continuada por diversos autores. Uma revisão do texto foi feita pelo próprio Godofredo a partir de 1185 e batizada de "Pantheon" ou "Universitalis libri qui chronici appellantur", uma história do mundo de fama inigualada no período medieval. O autor baseou-se em Oto de Frisinga, mas a primeira parte do texto está repleta de fatos imaginários. Foi impressa pela primeira vez em 1559 e trechos foram publicados por L. A. Muratori em "Rerum Italicarum scriptores, tomo vii" (Milão, 1725). O autor, que se deleitava com fábulas, colecionou muito material que depois seria utilizado na história do folclore europeu.
Uma obra considerada particularmente valiosa é a "Gesta Friderici I" ("gesta" é o termo latino para "atos" ou "feitos", um título comum para obras biográficas), versos que relatam os eventos da vida do imperador entre 1155 e 1180. Focada principalmente nos eventos na Itália, o poema relata os cercos de Milão, da fuga de Frederico para Pávia em 1167, do tratado com o papa Alexandre III em Veneza e de outros importantes episódios que o autor conhecia muito, alguns como testemunha ocular. O relato, apesar de não estar livre de erros ou confusões, contém muitas informações valiosas.
Anexa à "Gesta Friderici" está a "Gesta Heinrici VI", um poema mais breve, geralmente atribuído a Godofredo, embora Wilhelm Wattenbach e outras autoridades acreditem não ter sido escrito por ele. Outra obra menor é "Denominatio regnorum imperio subiectorum".